# Air Méditerranée
Air Méditerranée S.A. è stata una compagnia aerea charter francese, con sede a Le Fauga nell'Alta Garonna. In realtà la fondazione risaliva al febbraio 1997 con la ragione sociale Air Midi Bigorre. Dopo aver valutato vari tipi di velivoli la scelta cadde sul Boeing 737 con cui nel mese di novembre iniziarono le attività. Nel febbraio dell'anno successivo fu adottata la nuova ragione sociale a riflettere l'area di espansione privilegiata.
L'attività si cristallizzò progressivamente sui voli a domanda e furono incorporati nella flotta Airbus A320 e poi i più capienti Airbus A321. Nel 2012, con 1,3 milioni di passeggeri trasportati, risultava essere la settima compagnia aerea francese per volume di traffico.
A metà del decennio la società fronteggiava ingenti perdite di denaro. Decisione drastica ma obbligata quella di sospendere tutte le attività il 15 febbraio 2016. Subito dopo fu avviata la procedura di liquidazione.

## Flotta
A febbraio 2016 la flotta comprendeva:
- 3 Airbus A321-100
- 2 Airbus A321-200
- 1 Boeing 737-500